# 張大千
張大千（Zhāng Dàqiān, Chang Ta-Chien, Chang Dai-chien, 1899年5月10日 - 1983年4月2日）は、近代中国の書画家である。書、篆刻、詩の分野でも活躍した。彼はまた多くの専門家に贋作者の1人として知られている。

## 生涯
出生時の名は正権、後に爰に改めた。大千は号である。祖籍は広東省番禺県。清朝時代、1899年（光緒25年、日本では明治32年にあたる）5月10日（旧暦4月1日）の四川省内江に生まれ、若い頃より伝統的な中国画の技法の修行を積む。また1917年、19歳の時に日本の京都へ留学し、京都芸術専門学校で3年間染色を学んだ。1920～30年代には上海等での個展で認められ、南張（南に張あり）とたたえられた。楊継仁著『張大千伝』（文化芸術出版社、1985年）によれば、1931年に「唐宋元明中国画展」代表として日本を短期訪問している。1933年には中央大学芸術専攻教授を務め1936年に上海中華書局が「張大千画集」を出版、徐悲鴻が序を書き500年に1人の画家と称賛される。
1940年から約2年7ヶ月に渡り敦煌の莫高窟に住み込み、壁画の模写に取り組む。模写は、芸術的で美しい作品となるように古ぼけた各時代の壁画の変色・剥落した部分を推定で補いながら制作された。ちなみに敦煌莫高窟における最初の模写を行ったのは、大千であるとされる。1942年にその成果が発表されるが、それによって敦煌壁画の素晴らしさが大きく広まる事になった。この時、共に莫高窟に赴いた書画家の謝稚柳（1910年 - 1997年）が「敦煌石室記」「敦煌芸術叙録」という記録を残している。
国共内戦が始まった後の1948年に香港に移り、以降はブラジル、アメリカなど国外に20年以上滞在する。1951年にアルゼンチンに移り、1953年にブラジルに移住している。海外で当時流行していた印象派や立体派などに触れ、中国画に西洋の技法を取り入れた作品を制作し始める。ピカソに面会しに行ったこともあり、写真が残っている。1957年、「秋海棠」という作品が評価され、ニューヨーク国際芸術学会において金賞を受賞。1959年にはかねてからの眼病の治療のため渡米するついでに日本に立ち寄り、在英の中国人作家・凌叔華（1900年～1990年）と画家の王済遠（1893年～1972年）と鎌倉旅行を行っている。1974年にアメリカ・カリフォルニア州太平洋大学名誉人文博士号を授与される。1978年に台湾に移住。晩年は台北に住み、水墨画に専念。1982年、中華文化の特別芸術家として中正勲章（→勲章>12 中国・台湾の勲章>12.4 台湾）受賞。1983年4月2日8時15分、同地で心臓病により没。享年84。没後、遺族が四合院式の住居を台湾の国立故宮博物院に寄贈し、張大千紀念館（台北市士林区至善路二段三百四十二巷二号）として現在一般公開されている。
2011年現在、オークションで彼の作品は高値で取引されている。例えば2010年5月17日、1968年制作の作品でオーストリア西部、チロル州にあるアーヘン湖（アッヘン湖）を描いた絹本色彩「愛痕湖（この作品は2003年ニューヨークのメトロポリタン美術館で開催された大型の中国近代芸術展《2つの文化の間》（Between Two Cultures）で展示された事がある）」が1億80万元（2010年当時日本円にして約13億円）で落札（この時中国の近現代書画で初めて億元の大台を突破した）、2011年5月31日、香港蘇富比拍売公司（サザビーズ）主催のオークションで、1947年制作の作品「嘉耦図」が1億9100万香港ドル（2450万米ドル、2011年当時日本円にして約20億円）で落札、2016年4月5日にはやはり香港蘇富比拍売公司（サザビーズ）主催のオークションで、1983年制作の作品「桃花春」（Peach Blossom Spring）が2億7070万香港ドル（3491万米ドル）で落札されている。
代表作に「廬山図（台北国立故宮博物院所蔵）」「撥墨荷花図」「中郎授女図」「渓橋行船図」などがある。
山水画の他に花卉の描写を得意とし、とりわけ蓮の花の画題で独自性を発揮した。彼の画風は優雅で、連綿と続く中国の伝統を強く感じさせる。晩年は水墨画に専念し、溌墨という技法により絵に動きを出したり色彩のコントラストを強めたりする等、力強く気韻に満ち溢れた作品を生み出した。古典的な中国画の技法と現代の新しい技法を融合させたと評価されている。
非常に猿が好きだったとされる。

## 贋作者として
張は贋作者としても有名である。
1999年、美術史家のジェームズ・ケーヒルは、ニューヨークのメトロポリタン美術館が収蔵する董源作『渓岸図』軸が張による贋作であると主張した。メトロポリタン美術館の方聞はその主張に反対し、方ら真作派とケーヒルら贋作派の間で大論争となり、公開シンポジウムが開かれるなどした。この論争は、未だに解決していない。

## 日本語図録
- 『張大千の絵画：特別展 香港・梅雲堂所蔵』渋谷区立松濤美術館、1995年